# Tripsacum floridanum
Tripsacum floridanum là một loài thực vật có hoa trong họ Hòa thảo. Loài này được Porter ex Vasey miêu tả khoa học đầu tiên năm 1892.